# Listen Like Thieves (canción de INXS)
Listen Like Thieves es el decimoctavo disco sencillo del grupo australiano de rock INXS, el cuarto desprendido de su quinto álbum de estudio Listen Like Thieves, y fue publicado en junio de 1986. La canción fue escrita por todos los miembros de la banda, y producida por Chris Thomas. El sencillo llegó al puesto 28 en las Listas musicales de Australia y al 54 en Reino Unido.
El lado B del sencillo fue "Different World", que apareció en la banda sonora de la película Cocodrilo Dundee.
La banda norteamericana Was (Not Was) hizo una versión en el año 1992 que editó como sencillo de su álbum Hello Dad... I'm in Jail. Alcanzó el puesto 58 en las listas británicas, mientras que la original de INXS alcanzó el puesto 46 en 1986.

## Formatos
Formatos del sencillo.
En disco de vinilo de 7"
7 pulgadas. 1986 WEA  7-258660 
| Lado A |                       |                                                                                               |          |  |
| N.º    | Título                | Escritor(es)                                                                                  | Duración |  |
| 1.     | «Listen Like Thieves» | Andrew Farriss, Tim Farriss, Jon Farriss, Michael Hutchence, Garry Gary Beers y Kirk Pengilly | 3:20     |  |

| Lado B |                   |                                    |          |  |
| N.º    | Título            | Escritor(es)                       | Duración |  |
| 1.     | «Different World» | Andrew Farriss y Michael Hutchence | 4:09     |  |

7 pulgadas. 1986 WEA P-2108 
| Lado A |                       |                                                                                               |          |  |
| N.º    | Título                | Escritor(es)                                                                                  | Duración |  |
| 1.     | «Listen Like Thieves» | Andrew Farriss, Tim Farriss, Jon Farriss, Michael Hutchence, Garry Gary Beers y Kirk Pengilly | 3:20     |  |

| Lado B |                        |                                    |          |  |
| N.º    | Título                 | Escritor(es)                       | Duración |  |
| 1.     | «Six Knots»            | Kirk Pengilly                      | 0:51     |  |
| 2.     | «The One Thing» (Live) | Andrew Farriss y Michael Hutchence | 3:15     |  |

7 pulgadas. 1986 Mercury Records 884 747-7  INXS 6  / . 1986 Atlantic Records 7-89429  78 94297 
| Lado A |                       |                                                                                               |          |  |
| N.º    | Título                | Escritor(es)                                                                                  | Duración |  |
| 1.     | «Listen Like Thieves» | Andrew Farriss, Tim Farriss, Jon Farriss, Michael Hutchence, Garry Gary Beers y Kirk Pengilly | 3:20     |  |

| Lado B |            |               |          |  |
| N.º    | Título     | Escritor(es)  | Duración |  |
| 1.     | «Begotten» | Kirk Pengilly | 3:07     |  |

En disco de vinilo de 12"
12 pulgadas. 1986 WEA  0-258659 
| Lado A |                                        |                                                                                               |          |  |
| N.º    | Título                                 | Escritor(es)                                                                                  | Duración |  |
| 1.     | «Listen Like Thieves» (Extended Remix) | Andrew Farriss, Tim Farriss, Jon Farriss, Michael Hutchence, Garry Gary Beers y Kirk Pengilly | 5:44     |  |
| 2.     | «Listen Like Thieves» (Instrumental)   | Andrew Farriss, Tim Farriss, Jon Farriss, Michael Hutchence, Garry Gary Beers y Kirk Pengilly | 4:07     |  |

| Lado B |                              |                                    |          |  |
| N.º    | Título                       | Escritor(es)                       | Duración |  |
| 1.     | «Different World» (Extended) | Andrew Farriss y Michael Hutchence | 6:10     |  |
| 2.     | «Begotten»                   | Kirk Pengilly                      | 2:59     |  |

12 pulgadas 1986 Mercury Records INXS 612 . 1986 Mercury Records 884 747-1 . 1986 Atlantic Records 0-86818  78 68180 
| Lado A |                                        |                                                                                               |          |  |
| N.º    | Título                                 | Escritor(es)                                                                                  | Duración |  |
| 1.     | «Listen Like Thieves» (Extended Remix) | Andrew Farriss, Tim Farriss, Jon Farriss, Michael Hutchence, Garry Gary Beers y Kirk Pengilly | 5:44     |  |
| 2.     | «Listen Like Thieves» (Instrumental)   | Andrew Farriss, Tim Farriss, Jon Farriss, Michael Hutchence, Garry Gary Beers y Kirk Pengilly | 4:07     |  |

| Lado B |                              |                                                                                               |          |  |
| N.º    | Título                       | Escritor(es)                                                                                  | Duración |  |
| 1.     | «Listen Like Thieves» (Live) | Andrew Farriss, Tim Farriss, Jon Farriss, Michael Hutchence, Garry Gary Beers y Kirk Pengilly | 4:18     |  |
| 2.     | «Begotten»                   | Kirk Pengilly                                                                                 | 2:59     |  |